# 花荘駅 (北京市)
花荘駅（かそう-えき）とは中華人民共和国北京市通州区に位置する北京地下鉄7号線および八通線の駅である。

## 駅構造

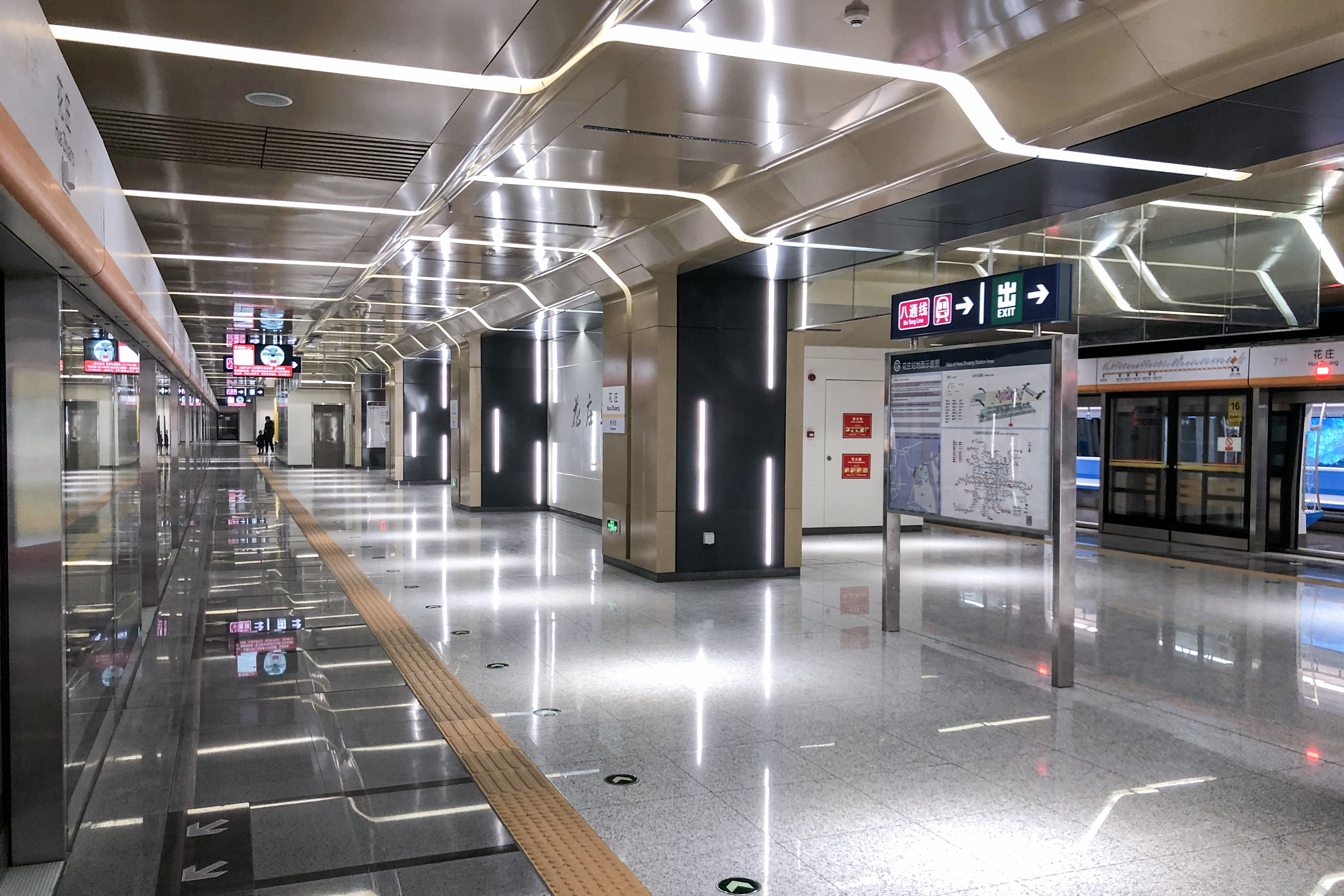
7号線ホーム

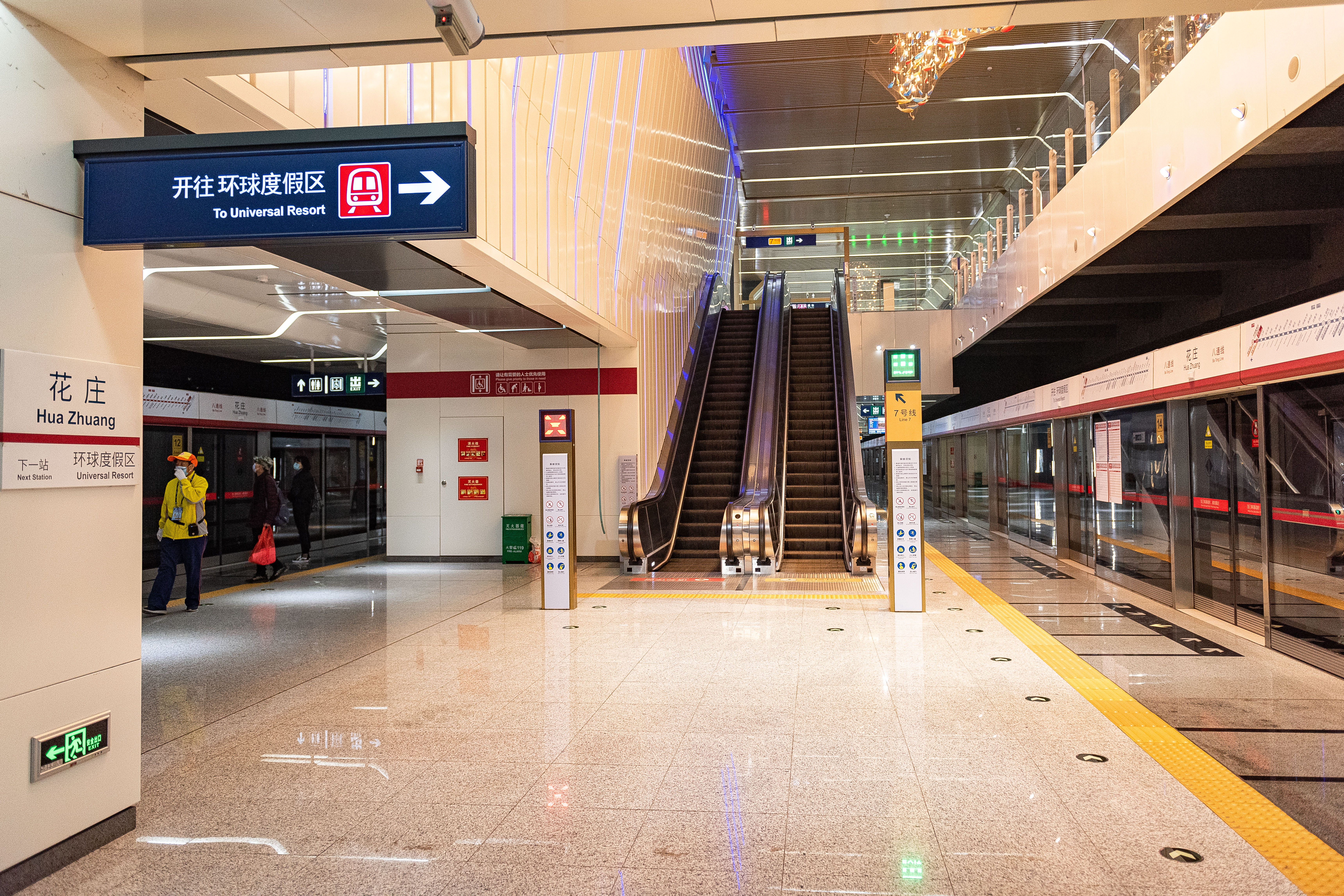
八通線ホーム

島式ホーム2面4線を有する地下駅。

## 歴史
- 2019年12月28日 - 開業。

## 隣の駅
北京地下鉄
■7号線
高楼金駅 - 花荘駅 - 環球度假区駅
■八通線
土橋駅 - 花荘駅 - 環球度假区駅